# Austrogomphus divaricatus
Austrogomphus divaricatus är en trollsländeart som beskrevs av Watson 1991. Austrogomphus divaricatus ingår i släktet Austrogomphus och familjen flodtrollsländor. Inga underarter finns listade i Catalogue of Life.